# دونالد ويلسون (دراج)
دونالد ويلسون (بالإنجليزية: Donald Wilson)‏ هو دراج أسترالي، ولد في 16 مارس 1944 في غيلونغ في أستراليا.

## وصلات خارجية
- دونالد ويلسون على موقع أرشيف الدراجات (الإنجليزية)
- دونالد ويلسون على موقع أوليمبيديا (الإنجليزية)
- دونالد ويلسون على موقع اللجنة الأولمبية الأسترالية (الإنجليزية)